# Jack Salvatore Jr.
Jack Salvatore Jr. (Los Angeles, 16 de outubro de 1989) é um ator estadunidense. Famoso por seu papel na série de TV Zoey 101 da Nickelodeon.